# 한국여자프로농구 2014-15
2014-2015 KB국민은행 여자프로농구는 대한민국 프로농구의 14-15시즌이며 24번째 한국여자프로농구 시즌이다. 2014년 11월 1일에 개막했으며 2015년 3월 27일까지 진행되었다.

## 정규리그
정규리그는 2014년 11월 1일 개막하였으며, 2015년 3월 10일까지 진행되었다. 아산 우리은행 위비가 정규리그 3연패를 달성했다.
| 순위 | 팀                     | 경기 | 승 | 패 | 승차 | 참가 자격 및 강등  |
| ---- | ---------------------- | ---- | -- | -- | ---- | ------------------ |
| 1    | 아산 우리은행 위비     | 35   | 28 | 7  | —    | 챔피언 결정전 진출 |
| 2    | 인천 신한은행 에스버드 | 35   | 24 | 11 | 4    | 플레이오프 진출    |
| 3    | 청주 KB 스타즈         | 35   | 20 | 15 | 8    | 플레이오프 진출    |
| 4    | 용인 삼성생명 블루밍스 | 35   | 14 | 21 | 14   |                    |
| 5    | 부천 KEB하나은행       | 35   | 13 | 22 | 15   |                    |
| 6    | 부산 BNK 썸            | 35   | 6  | 29 | 22   |                    |

## 포스트시즌
플레이오프는 3월 10일에 개막하여 3월 13일까지 진행되었고, 챔피언 결정전은 3월 16일에 개막하여 3월 20일까지 진행되었다.

### 대진표
|  | 플레이오프 3전 2선승제 | 플레이오프 3전 2선승제 | 플레이오프 3전 2선승제 |  |  | 챔피언 결정전 5전 3선승제 | 챔피언 결정전 5전 3선승제 | 챔피언 결정전 5전 3선승제 |  |
|  |                        |                        |                        |  |  |                           |                           |                           |  |
|  | 2                      | 인천 신한은행 에스버드 | 0                      |  |  |                           |                           |                           |  |
|  | 3                      | 청주 KB스타즈          | 2                      |  |  | 1                         | 춘천 우리은행 한세        | 3                         |  |
|  |                        |                        |                        |  |  | 2                         | 청주 KB스타즈             | 1                         |  |

### 플레이오프
| 2015년 3월 15일 19:00 |

| 기록 |

| 인천 신한은행 에스버드 51, 청주 KB스타즈 54                |  |  |  |                                                     |
| 쿼터 별 점수: 22-15, 14-18, 10-21, 19-8                    |  |  |  |                                                     |
| 득점: 크리스마스 13 리바운드: 크리스마스 14 도움: 최윤아 6 |  |  |  | 득점: 변연하 14 리바운드: 스트릭렌 8 도움: 변연하 5 |
| 1-0 KB 스타즈 우위                                         |  |  |  |                                                     |

| 2015년 3월 17일 17:00 |

| 기록 |

| 청주 KB스타즈 65, 인천 신한은행 에스버드 62           |  |  |  |                                                                |
| 쿼터 별 점수: 22-15, 14-18, 10-21, 19-8               |  |  |  |                                                                |
| 득점: 스트릭렌 29 리바운드: 스트릭렌 6 도움: 변연하 8 |  |  |  | 득점: 크리스마스 17 리바운드: 크리스마스 11 도움: 크리스마스 5 |
| 2-0 KB스타즈 승리                                     |  |  |  |                                                                |

### 챔피언 결정전
| 2015년 3월 22일 17:00 |

| 기록 |

| 춘천 우리은행 한세 73, 청주 KB스타즈 78                 |  |  |  |                                                        |
| 쿼터 별 점수: 12-21, 23-16, 17-21, 21-20                |  |  |  |                                                        |
| 득점: 휴스턴 20 리바운드: 박혜진, 굿렛 6 도움: 박혜진 5 |  |  |  | 득점: 스트릭렌 38 리바운드: 스트릭렌 16 도움: 변연하 5 |
| 1-0 KB스타즈 우위                                       |  |  |  |                                                        |

| 2015년 3월 23일 19:00 |

| 기록 |

| 춘천 우리은행 한세 81, 청주 KB스타즈 73              |  |  |  |                                                   |
| 쿼터 별 점수: 18-17, 23-10, 18-20, 22-26             |  |  |  |                                                   |
| 득점: 휴스턴 38 리바운드: 휴스턴 38 9 도움: 이은혜 4 |  |  |  | 득점: 변연하 26 리바운드: 정미란 7 도움: 정미란 4 |
| 1-1 동률                                             |  |  |  |                                                   |

| 2015년 3월 26일 19:00 |

| 기록 |

| 청주 KB스타즈 50, 춘천 우리은행 한세 60        |  |  |  |                                                                 |
| 쿼터 별 점수: 15-17, 8-26, 18-12, 9-5          |  |  |  |                                                                 |
| 득점: 바흐 17 리바운드: 바흐 10 도움: 변연하 7 |  |  |  | 득점: 휴스턴 18 리바운드: 박혜진, 굿렛 7 도움: 양지희, 이승아 4 |
| 2-1 우리은행 우위                              |  |  |  |                                                                 |

| 2015년 3월 27일 19:00 |

| 기록 |

| 청주 KB스타즈 55, 춘천 우리은행 한세 64                                 |  |  |  |                                                   |
| 쿼터 별 점수: 15-12, 10-16, 9-23, 21-13                                 |  |  |  |                                                   |
| 득점: 변연하 20 리바운드: 바흐 7 도움: 정미란 4                         |  |  |  | 득점: 휴스턴 18 리바운드: 양지희 9 도움: 이승아 6 |
| 3-1 우리은행 시리즈 승리 챔피언 결정전 MVP: 박혜진 (춘천 우리은행 한세) |  |  |  |                                                   |

## 수상

### 정규리그 시상
정규리그 시상식은 플레이오프 미디이데이와 같은 날 개최되며, 국내 선수를 대상으로 하는 통계에 의한 부문과 기자단 투표에 의한 투표에 의한 부문으로 나뉘어 시상이 진행된다.

#### 통계에 의한 부문
| 부문                | 선수   | 팀                     | 기록    |
| ------------------- | ------ | ---------------------- | ------- |
| 득점상              | 김정은 | 춘천 우리은행 한새     | 13.89점 |
| 3점 득점상          | 강이슬 | 부천 KEB하나은행       | 93개    |
| 3점 야투상          | 강이슬 | 부천 KEB하나은행       | 46.97%  |
| 2점 야투상          | 홍아란 | 청주 KB 스타즈         | 55.06%  |
| 자유투상            | 홍아란 | 구리 KDB생명 위너스    | 90.41%  |
| 리바운드상          | 김단비 | 인천 신한은행 에스버드 | 6.63개  |
| 어시스트상          | 이미선 | 청주 KB 스타즈         | 4.54개  |
| 스틸상              | 이미선 | 청주 KB 스타즈         | 1.54개  |
| 블록상              | 김단비 | 인천 신한은행 에스버드 | 1.11개  |
| 블록상              | 양지희 | 아산 우리은행 위비     | 1.11개  |
| 윤덕주상 최고공헌도 | 김단비 | 인천 신한은행 에스버드 | 919.40  |

#### 투표에 의한 부문
| 상             | 수상자                          |
| -------------- | ------------------------------- |
| 최우수선수상   | 박혜진 (춘천 우리은행 한새)     |
| 외국인선수상   | 휴스턴 (부천 KEB하나은행)       |
| 신인선수상     | 신지현 (부천 KEB하나은행)       |
| 우수수비선수상 | 바흐 (청주 KB 스타즈)           |
| 식스우먼상     | 김규희 (인천 신한은행 에스버드) |
| 모범선수상     | 이경은 (구리 KDB생명 위너스)    |
| 지도상         | 위성우 (아산 우리은행 위비)     |
| 기량발전상     | 강이슬 (부천 KEB하나은행)       |
| 최우수 심판상  | 임영석                          |

WKBL 베스트 5:
- G 박혜진, 춘천 우리은행 한새
- G 홍아란, 청주 KB 스타즈
- F 김단비, 인천 신한은행 에스버드
- F 크리스마스, 인천 신한은행 에스버드
- C 양지희, 아산 우리은행 위비

### 라운드별 MVP, MIP
라운드별 MVP와 MIP는 기자단 투표에 의해 시상이 진행된다.
| 라운드  | MVP                                 | MIP                            |
| ------- | ----------------------------------- | ------------------------------ |
| 1라운드 | 김단비 (인천 신한은행 에스버드)     | 강이슬 (부천 하나외환)         |
| 2라운드 | 박혜진 (춘천 우리은행 한새)         | 김소담 (구리 KDB생명 위너스)   |
| 3라운드 | 임영희 (춘천 우리은행 한새)         | 신지현 (부천 하나외환)         |
| 4라운드 | 크리스마스 (인천 신한은행 에스버드) | 이은혜 (춘천 우리은행 한새)    |
| 5라운드 | 홍아란 (청주 KB 스타즈)             | 백지은 (부천 하나외환)         |
| 6라운드 | 양지희 (춘천 우리은행 한새)         | 김규희(인천 신한은행 에스버드) |
| 7라운드 | 토마스 (부천 하나외환)              | 심성영 (청주 KB 스타즈)        |